# مانامبینا
مانامبینا (به لاتین: Manambina) یک منطقهٔ مسکونی در ماداگاسکار است که در منابه واقع شده‌است. مانامبینا ۷٬۰۰۰ نفر جمعیت دارد و ۹۲ متر بالاتر از سطح دریا واقع شده‌است.